# کوواکس

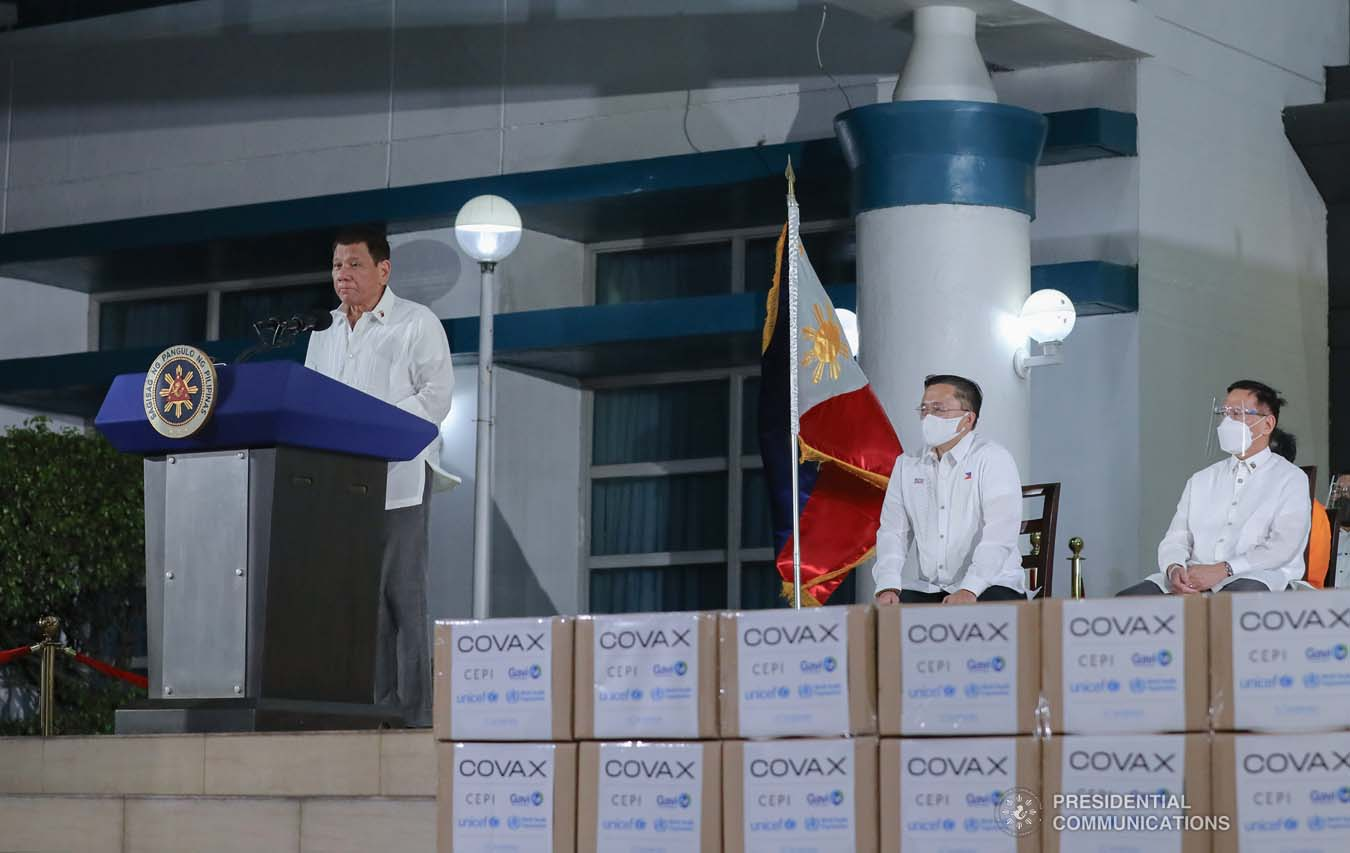
سخنرانی رودریگو دوترته، رئیس‌جمهور فیلیپین، پس از تحویل ۴۸۷٬۲۰۰ دوز واکسن آکسفورد-آسترازنکای کوواکس در ۴ مارس ۲۰۲۱

دسترسی جهانی واکسن‌های کووید-۱۹ (به انگلیسی: COVID-19 Vaccines Global Access) که به‌طور مخفف کوواکس (به انگلیسی: COVAX) نامیده می‌شود، یک نوآوری جهانی با هدف دسترسی عادلانه به واکسن‌های کووید-۱۹ به رهبری اتحاد جهانی واکسن و ایمن‌سازی (GAVI)، ائتلاف برای نوآوری‌های آمادگی همه‌گیری (CEPI) و سازمان جهانی بهداشت (WHO) است. این یکی از سه رکن شتاب‌دهنده ابزارهای دسترسی به کووید-۱۹ است، ابتکاری که در آوریل ۲۰۲۰ توسط سازمان جهانی بهداشت، کمیسیون اروپا و دولت فرانسه به عنوان پاسخی به دنیاگیری کووید-۱۹ آغاز شد. کوواکس منابع بین‌المللی، را هماهنگ می‌کند تا کشورهای کم‌درآمد یا با درآمد متوسط امکان دسترسی عادلانه به تست‌های تشخیصی، درمان‌ها و واکسن‌های کووید-۱۹ را بیابند.
تا ۱۶ ژوئیه ۲۰۲۰، ۱۶۵ کشور که ۶۰٪ از جمعیت جهان را در بر می‌گرفتند، به کوواکس پیوسته بودند. با این حال در ۱۱ آوریل ۲۰۲۱، کوواکس با داشتن ۳۸٫۵ میلیون دوز با وجود هدف ۱۰۰ میلیون دوزی تا پایان ماه مارس، از هدف خود بسیار دور بود و در ۶ ژوئیه به هدف خود دست یافت. در میانه اوت ۲۰۲۱ کوواکس ۲۰۰ میلیون دز واکسن را به ۱۴۰ کشور تحویل داده بود که باز هم از هدف ۶۰۰ میلیونی خود دور بود. گروهی «ملی‌گرایی واکسنی» کشورهای ثروتمندتر را مقصر کاهش پیوسته واکسن‌های تحویلی کوواکس به کشورهای هدف می‌دانند. کمبود ۴۰۰ میلیون دزی واکسن آسترازنکا که توسط مؤسسه سرم هند (SII) تولید می‌شد نیز به علت استفاده‌های داخلی آن در هند است.

## واکسن‌های نامزد

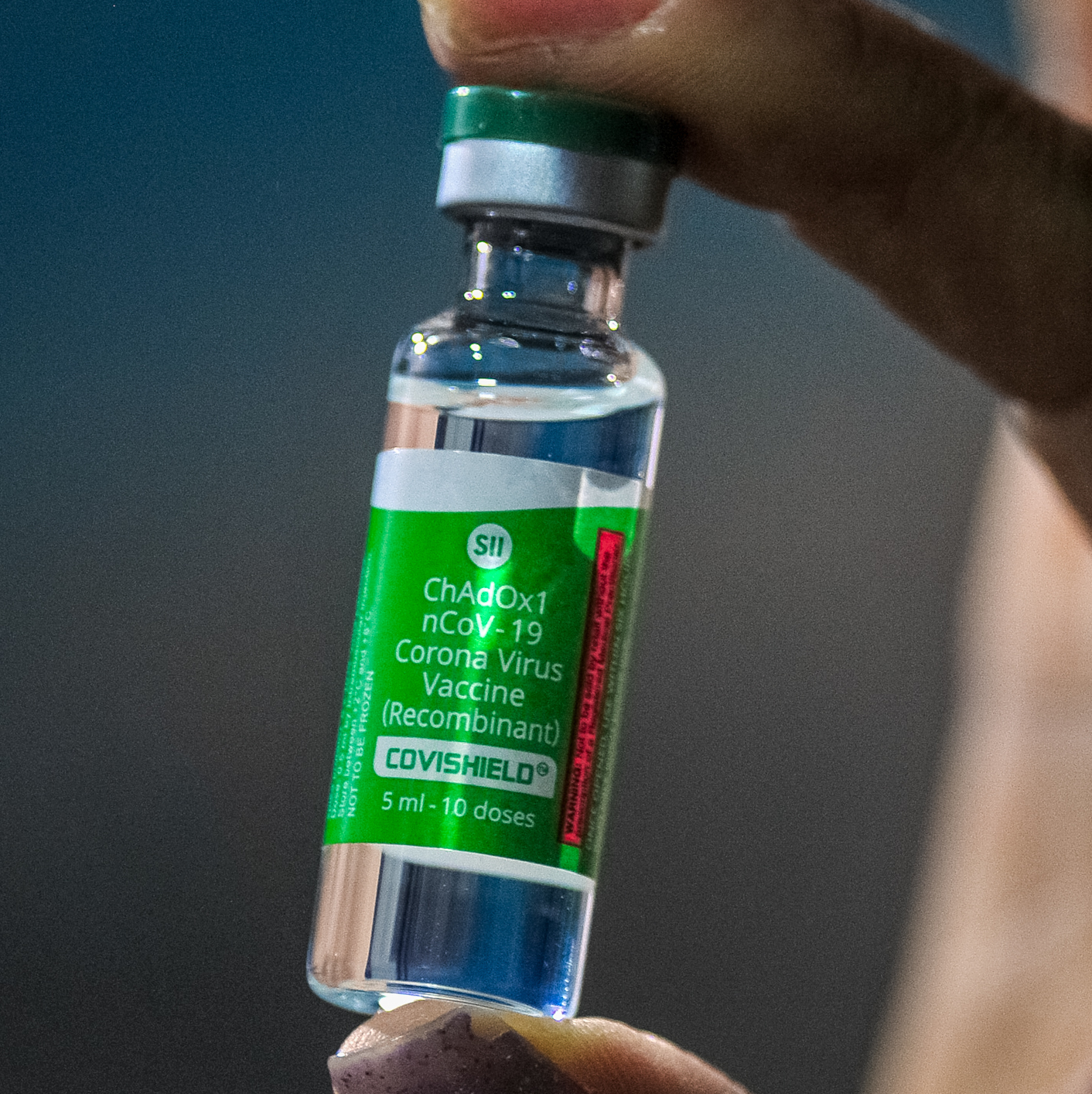
واکسن آسترازنکا آکسفورد (ورژن هندی) 2021

سازمان جهانی بهداشت تا ژوئن ۲۰۲۱ واکسن‌های آکسفورد-آسترازنکا، فایزر–بیوان‌تک، مدرنا، سینوفارم، سینوواک و جانسون اند جانسون را برای استفاده اضطراری تأیید کرده بود. این واکسن‌ها می‌توانند به عنوان بخشی از برنامه کوواکس توزیع شوند.
بسیاری از کشورهایی که از کوواکس بهره‌مند می‌شوند، «ظرفیت نظارتی محدود» دارند و به مجوزهای سازمان جهانی بهداشت نیاز دارند. در اوایل سال ۲۰۲۱، سازمان جهانی بهداشت در حال بررسی ۱۱ واکسن احتمالی کووید-۱۹ برای فهرست استفاده اضطراری خود (EUL) بود. نخستین واکسنی که این سازمان برای فهرست خود مجاز کرد، واکسن کووید-۱۹ فایزر–بیوان‌تک در ۳۱ دسامبر ۲۰۲۰ بود - یک واکسن RNA که توسط بیوان‌تک با همکاری شرکت آمریکایی فایزر و همچنین شرکت چینی فوسان تولید شده‌است و با نام تجاری کومیرناتی فروخته می‌شود.
سازمان جهانی بهداشت در بیانیه‌ای مطبوعاتی در ۲۴ اوت ۲۰۲۰ اظهار داشت که کوواکس دارای ۹ واکسن نامزد تحت حمایت ائتلاف برای آمادگی همه‌گیرانه نوآوری‌ها و ۹ نامزد در حال آزمایش است که بیشترین انتخاب واکسن کووید-۱۹ را در جهان دارد. کوواکس تا دسامبر سال ۲۰۲۰ مذاکرات با تولیدکنندگان دیگر را نیز به پایان رساند که به آن امکان دسترسی به دو میلیارد دوز واکسن را داد.

## گیرندگان
کوواکس واکسن‌ها را برای کشورهای در حال توسعه تهیه می‌کند. در کل ۹۲ کشور کم‌درآمد یا با درآمد متوسط از طریق تعهدهای پیش‌فروش (AMC) واجد شرایط دریافت واکسن‌های کووید-۱۹ با سازوکار کوواکس هستند. هزینه تعهد پیش‌فروش کوواکس بر عهده مشارکت‌کنندگان اهداکننده است.
| مشارکت‌کننده                  | SFP/AMC | آسترازنکا هند | آسترازنکا کره | فایزر–بیوان‌تک | کل          |
| ---------------------------- | ------- | ------------- | ------------- | ------------- | ----------- |
| هند                          | AMC     | ۹۷٬۱۶۴٬۰۰۰    | -             | -             | ۹۷٬۱۶۴٬۰۰۰  |
| پاکستان                      | AMC     | ۱۷٬۱۶۰٬۰۰۰    | -             | -             | ۱۷٬۱۶۰٬۰۰۰  |
| نیجریه                       | AMC     | ۱۶٬۰۰۸٬۰۰۰    | -             | -             | ۱۶٬۰۰۸٬۰۰۰  |
| اندونزی                      | AMC     | -             | ۱۳٬۷۰۸٬۸۰۰    | -             | ۱۳٬۷۰۸٬۸۰۰  |
| بنگلادش                      | AMC     | ۱۲٬۷۹۲٬۰۰۰    | -             | -             | ۱۲٬۷۹۲٬۰۰۰  |
| برزیل                        | SFP     | -             | ۱۰٬۶۷۲٬۸۰۰    | -             | ۱۰٬۶۷۲٬۸۰۰  |
| اتیوپی                       | AMC     | ۸٬۹۲۸٬۰۰۰     | -             | -             | ۸٬۹۲۸٬۰۰۰   |
| جمهوری کنگو                  | AMC     | ۶٬۹۴۸٬۰۰۰     | -             | -             | ۶٬۹۴۸٬۰۰۰   |
| مکزیک                        | SFP     | -             | ۶٬۴۷۲٬۸۰۰     | -             | ۶٬۴۷۲٬۸۰۰   |
| فیلیپین                      | AMC     | -             | ۵٬۵۰۰٬۸۰۰     | ۱۱۷٬۰۰۰       | ۵٬۶۱۷٬۸۰۰   |
| مصر                          | AMC     | -             | ۵٬۱۳۸٬۴۰۰     | -             | ۵٬۱۳۸٬۴۰۰   |
| ویتنام                       | AMC     | -             | ۴٬۸۸۶٬۴۰۰     | -             | ۴٬۸۸۶٬۴۰۰   |
| میانمار                      | AMC     | ۴٬۲۲۴٬۰۰۰     | -             | -             | ۴٬۲۲۴٬۰۰۰   |
| ایران                        | SFP     | -             | ۴٬۲۱۶٬۸۰۰     | -             | ۴٬۲۱۶٬۸۰۰   |
| کنیا                         | AMC     | ۴٬۱۷۶٬۰۰۰     | -             | -             | ۴٬۱۷۶٬۰۰۰   |
| اوگاندا                      | AMC     | ۳٬۵۵۲٬۰۰۰     | -             | -             | ۳٬۵۵۲٬۰۰۰   |
| سودان                        | AMC     | ۳٬۳۹۶٬۰۰۰     | -             | -             | ۳٬۳۹۶٬۰۰۰   |
| آفریقای جنوبی                | SFP     | -             | ۲٬۹۷۶٬۰۰۰     | ۱۱۷٬۰۰۰       | ۳٬۰۹۳٬۰۰۰   |
| افغانستان                    | AMC     | ۳٬۰۲۴٬۰۰۰     | -             | -             | ۳٬۰۲۴٬۰۰۰   |
| کره جنوبی                    | SFP     | -             | ۲٬۵۹۶٬۸۰۰     | ۱۱۷٬۰۰۰       | ۲٬۷۱۳٬۸۰۰   |
| کلمبیا                       | SFP     | -             | ۲٬۵۵۳٬۶۰۰     | ۱۱۷٬۰۰۰       | ۲٬۶۷۰٬۶۰۰   |
| ازبکستان                     | AMC     | ۲٬۶۴۰٬۰۰۰     | -             | -             | ۲٬۶۴۰٬۰۰۰   |
| آنگولا                       | AMC     | ۲٬۵۴۴٬۰۰۰     | -             | -             | ۲٬۵۴۴٬۰۰۰   |
| موزامبیک                     | AMC     | ۲٬۴۲۴٬۰۰۰     | -             | -             | ۲٬۴۲۴٬۰۰۰   |
| غنا                          | AMC     | ۲٬۴۱۲٬۰۰۰     | -             | -             | ۲٬۴۱۲٬۰۰۰   |
| اوکراین                      | AMC     | -             | ۲٬۲۱۵٬۲۰۰     | ۱۱۷٬۰۰۰       | ۲٬۳۳۲٬۲۰۰   |
| یمن                          | AMC     | ۲٬۳۱۶٬۰۰۰     | -             | -             | ۲٬۳۱۶٬۰۰۰   |
| آرژانتین                     | SFP     | -             | ۲٬۲۷۵٬۲۰۰     | -             | ۲٬۲۷۵٬۲۰۰   |
| نپال                         | AMC     | ۲٬۲۵۶٬۰۰۰     | -             | -             | ۲٬۲۵۶٬۰۰۰   |
| الجزایر                      | AMC     | -             | ۲٬۲۰۰٬۸۰۰     | -             | ۲٬۲۰۰٬۸۰۰   |
| کامرون                       | AMC     | ۲٬۰۵۲٬۰۰۰     | -             | -             | ۲٬۰۵۲٬۰۰۰   |
| ساحل عاج                     | AMC     | ۲٬۰۴۰٬۰۰۰     | -             | -             | ۲٬۰۴۰٬۰۰۰   |
| عراق                         | SFP     | -             | ۲٬۰۱۸٬۴۰۰     | -             | ۲٬۰۱۸٬۴۰۰   |
| کره شمالی                    | AMC     | ۱٬۹۹۲٬۰۰۰     | -             | -             | ۱٬۹۹۲٬۰۰۰   |
| کانادا                       | SFP     | -             | ۱٬۹۰۳٬۲۰۰     | -             | ۱٬۹۰۳٬۲۰۰   |
| مراکش                        | AMC     | -             | ۱٬۸۸۱٬۶۰۰     | -             | ۱٬۸۸۱٬۶۰۰   |
| نیجر                         | AMC     | ۱٬۸۷۲٬۰۰۰     | -             | -             | ۱٬۸۷۲٬۰۰۰   |
| پرو                          | SFP     | -             | ۱٬۶۵۳٬۶۰۰     | ۱۱۷٬۰۰۰       | ۱٬۷۷۰٬۶۰۰   |
| عربستان سعودی                | SFP     | -             | ۱٬۷۴۷٬۲۰۰     | -             | ۱٬۷۴۷٬۲۰۰   |
| سری‌لانکا                     | AMC     | ۱٬۶۹۲٬۰۰۰     | -             | -             | ۱٬۶۹۲٬۰۰۰   |
| مالزی                        | SFP     | -             | ۱٬۶۲۴٬۸۰۰     | -             | ۱٬۶۲۴٬۸۰۰   |
| بورکینافاسو                  | AMC     | ۱٬۶۲۰٬۰۰۰     | -             | -             | ۱٬۶۲۰٬۰۰۰   |
| مالی                         | AMC     | ۱٬۵۷۲٬۰۰۰     | -             | -             | ۱٬۵۷۲٬۰۰۰   |
| مالاوی                       | AMC     | ۱٬۴۷۶٬۰۰۰     | -             | -             | ۱٬۴۷۶٬۰۰۰   |
| زامبیا                       | AMC     | ۱٬۴۲۸٬۰۰۰     | -             | -             | ۱٬۴۲۸٬۰۰۰   |
| ونزوئلا                      | SFP     | -             | ۱٬۴۲۵٬۶۰۰     | -             | ۱٬۴۲۵٬۶۰۰   |
| کشورهای غیرعضو در سازمان ملل | N/A     | -             | ۱٬۳۰۳٬۲۰۰     | -             | ۱٬۳۰۳٬۲۰۰   |
| کامبوج                       | AMC     | ۱٬۲۹۶٬۰۰۰     | -             | -             | ۱٬۲۹۶٬۰۰۰   |
| سنگال                        | AMC     | ۱٬۲۹۶٬۰۰۰     | -             | -             | ۱٬۲۹۶٬۰۰۰   |
| چاد                          | AMC     | ۱٬۲۷۲٬۰۰۰     | -             | -             | ۱٬۲۷۲٬۰۰۰   |
| سومالی                       | AMC     | ۱٬۲۲۴٬۰۰۰     | -             | -             | ۱٬۲۲۴٬۰۰۰   |
| زیمبابوه                     | AMC     | ۱٬۱۵۲٬۰۰۰     | -             | -             | ۱٬۱۵۲٬۰۰۰   |
| گینه                         | AMC     | ۱٬۰۲۰٬۰۰۰     | -             | -             | ۱٬۰۲۰٬۰۰۰   |
| سوریه                        | AMC     | ۱٬۰۲۰٬۰۰۰     | -             | -             | ۱٬۰۲۰٬۰۰۰   |
| بولیوی                       | AMC     | ۹۰۰٬۰۰۰       | -             | ۹۲٬۴۳۰        | ۹۹۲٬۴۳۰     |
| شیلی                         | SFP     | -             | ۹۵۷٬۶۰۰       | -             | ۹۵۷٬۶۰۰     |
| بنین                         | AMC     | ۹۳۶٬۰۰۰       | -             | -             | ۹۳۶٬۰۰۰     |
| رواندا                       | AMC     | ۹۹۶٬۰۰۰       | -             | ۱۰۲٬۹۶۰       | ۱٬۰۹۸٬۹۶۰   |
| اکوادور                      | SFP     | -             | ۸۸۵٬۶۰۰       | -             | ۸۸۵٬۶۰۰     |
| هائیتی                       | AMC     | ۸۷۶٬۰۰۰       | -             | -             | ۸۷۶٬۰۰۰     |
| سودان جنوبی                  | AMC     | ۸۶۴٬۰۰۰       | -             | -             | ۸۶۴٬۰۰۰     |
| گواتمالا                     | SFP     | -             | ۸۴۷٬۲۰۰       | -             | ۸۴۷٬۲۰۰     |
| تاجیکستان                    | AMC     | ۷۳۲٬۰۰۰       | -             | -             | ۷۳۲٬۰۰۰     |
| تونس                         | AMC     | -             | ۵۹۲٬۸۰۰       | ۹۳٬۶۰۰        | ۶۸۶٬۴۰۰     |
| پاپوآ گینه نو                | AMC     | ۶۸۴٬۰۰۰       | -             | -             | ۶۸۴٬۰۰۰     |
| توگو                         | AMC     | ۶۳۶٬۰۰۰       | -             | -             | ۶۳۶٬۰۰۰     |
| سیرالئون                     | AMC     | ۶۱۲٬۰۰۰       | -             | -             | ۶۱۲٬۰۰۰     |
| لائوس                        | AMC     | ۵۶۴٬۰۰۰       | -             | -             | ۵۶۴٬۰۰۰     |
| جمهوری دومینیکن              | SFP     | -             | ۵۴۲٬۴۰۰       | -             | ۵۴۲٬۴۰۰     |
| اردن                         | SFP     | -             | ۵۱۱٬۲۰۰       | -             | ۵۱۱٬۲۰۰     |
| جمهوری آذربایجان             | SFP     | -             | ۵۰۶٬۴۰۰       | -             | ۵۰۶٬۴۰۰     |
| قرقیزستان                    | AMC     | ۵۰۴٬۰۰۰       | -             | -             | ۵۰۴٬۰۰۰     |
| نیکاراگوئه                   | AMC     | ۵۰۴٬۰۰۰       | -             | -             | ۵۰۴٬۰۰۰     |
| هندوراس                      | AMC     | -             | ۴۹۶٬۸۰۰       | -             | ۴۹۶٬۸۰۰     |
| جمهوری کنگو                  | AMC     | ۴۲۰٬۰۰۰       | -             | -             | ۴۲۰٬۰۰۰     |
| لیبریا                       | AMC     | ۳۸۴٬۰۰۰       | -             | -             | ۳۸۴٬۰۰۰     |
| السالوادور                   | AMC     | -             | ۳۲۴٬۰۰۰       | ۵۱٬۴۸۰        | ۳۷۵٬۴۸۰     |
| جمهوری آفریقای مرکزی         | AMC     | ۳۷۲٬۰۰۰       | -             | -             | ۳۷۲٬۰۰۰     |
| موریتانی                     | AMC     | ۳۶۰٬۰۰۰       | -             | -             | ۳۶۰٬۰۰۰     |
| پاراگوئه                     | SFP     | -             | ۳۵۷٬۶۰۰       | -             | ۳۵۷٬۶۰۰     |
| صربستان                      | SFP     | -             | ۳۴۵٬۶۰۰       | -             | ۳۴۵٬۶۰۰     |
| لیبی                         | SFP     | -             | ۳۴۳٬۲۰۰       | -             | ۳۴۳٬۲۰۰     |
| لبنان                        | SFP     | -             | ۳۴۰٬۸۰۰       | -             | ۳۴۰٬۸۰۰     |
| سنگاپور                      | SFP     | -             | ۲۸۸٬۰۰۰       | -             | ۲۸۸٬۰۰۰     |
| کرانه باختری و غزه           | AMC     | -             | ۲۴۰٬۰۰۰       | ۳۷٬۴۴۰        | ۲۷۷٬۴۴۰     |
| کاستاریکا                    | SFP     | -             | ۲۵۴٬۴۰۰       | -             | ۲۵۴٬۴۰۰     |
| عمان                         | SFP     | -             | ۲۵۴٬۴۰۰       | -             | ۲۵۴٬۴۰۰     |
| نیوزیلند                     | SFP     | -             | ۲۴۹٬۶۰۰       | -             | ۲۴۹٬۶۰۰     |
| پاناما                       | SFP     | -             | ۲۱۶٬۰۰۰       | -             | ۲۱۶٬۰۰۰     |
| گرجستان                      | SFP     | -             | ۱۸۴٬۸۰۰       | ۲۹٬۲۵۰        | ۲۱۴٬۰۵۰     |
| مغولستان                     | AMC     | -             | ۱۶۳٬۲۰۰       | ۲۵٬۷۴۰        | ۱۸۸٬۹۴۰     |
| مولدووا                      | AMC     | -             | ۱۵۶٬۰۰۰       | ۲۴٬۵۷۰        | ۱۸۰٬۵۷۰     |
| گامبیا                       | AMC     | ۱۸۰٬۰۰۰       | -             | -             | ۱۸۰٬۰۰۰     |
| بوسنی و هرزگوین              | SFP     | -             | ۱۵۳٬۶۰۰       | ۲۳٬۴۰۰        | ۱۷۷٬۰۰۰     |
| اروگوئه                      | SFP     | -             | ۱۷۲٬۸۰۰       | -             | ۱۷۲٬۸۰۰     |
| لسوتو                        | AMC     | ۱۵۶٬۰۰۰       | -             | -             | ۱۵۶٬۰۰۰     |
| ارمنستان                     | SFP     | -             | ۱۴۶٬۴۰۰       | -             | ۱۴۶٬۴۰۰     |
| جامائیکا                     | SFP     | -             | ۱۴۶٬۴۰۰       | -             | ۱۴۶٬۴۰۰     |
| گینه                         | AMC     | ۱۴۴٬۰۰۰       | -             | -             | ۱۴۴٬۰۰۰     |
| قطر                          | SFP     | -             | ۱۴۴٬۰۰۰       | -             | ۱۴۴٬۰۰۰     |
| آلبانی                       | SFP     | -             | ۱۴۱٬۶۰۰       | -             | ۱۴۱٬۶۰۰     |
| نامیبیا                      | SFP     | -             | ۱۲۷٬۲۰۰       | -             | ۱۲۷٬۲۰۰     |
| بوتسوانا                     | SFP     | -             | ۱۱۷٬۶۰۰       | -             | ۱۱۷٬۶۰۰     |
| بوتان (کشور)                 | AMC     | ۱۰۸٬۰۰۰       | -             | ۵٬۸۵۰         | ۱۱۳٬۸۵۰     |
| کیپ ورد                      | AMC     | ۱۰۸٬۰۰۰       | -             | ۵٬۸۵۰         | ۱۱۳٬۸۵۰     |
| کومور                        | AMC     | ۱۰۸٬۰۰۰       | -             | -             | ۱۰۸٬۰۰۰     |
| جیبوتی                       | AMC     | ۱۰۸٬۰۰۰       | -             | -             | ۱۰۸٬۰۰۰     |
| اسواتینی                     | AMC     | ۱۰۸٬۰۰۰       | -             | -             | ۱۰۸٬۰۰۰     |
| جزایر سلیمان                 | AMC     | ۱۰۸٬۰۰۰       | -             | -             | ۱۰۸٬۰۰۰     |
| مقدونیه شمالی                | SFP     | -             | ۱۰۳٬۲۰۰       | -             | ۱۰۳٬۲۰۰     |
| مالدیو                       | AMC     | ۱۰۸٬۰۰۰       | -             | ۵٬۸۵۰         | ۱۱۳٬۸۵۰     |
| باهاما                       | SFP     | -             | ۱۰۰٬۸۰۰       | -             | ۱۰۰٬۸۰۰     |
| بحرین                        | SFP     | -             | ۱۰۰٬۸۰۰       | -             | ۱۰۰٬۸۰۰     |
| باربادوس                     | SFP     | -             | ۱۰۰٬۸۰۰       | -             | ۱۰۰٬۸۰۰     |
| بلیز                         | SFP     | -             | ۱۰۰٬۸۰۰       | -             | ۱۰۰٬۸۰۰     |
| برونئی                       | SFP     | -             | ۱۰۰٬۸۰۰       | -             | ۱۰۰٬۸۰۰     |
| فیجی                         | AMC     | -             | ۱۰۰٬۸۰۰       | -             | ۱۰۰٬۸۰۰     |
| گویان                        | AMC     | -             | ۱۰۰٬۸۰۰       | -             | ۱۰۰٬۸۰۰     |
| کوزوو                        | AMC     | -             | ۱۰۰٬۸۰۰       | -             | ۱۰۰٬۸۰۰     |
| موریس                        | SFP     | -             | ۱۰۰٬۸۰۰       | -             | ۱۰۰٬۸۰۰     |
| تیمور شرقی                   | AMC     | -             | ۱۰۰٬۸۰۰       | -             | ۱۰۰٬۸۰۰     |
| ترینیداد و توباگو            | SFP     | -             | ۱۰۰٬۸۰۰       | -             | ۱۰۰٬۸۰۰     |
| وانواتو                      | AMC     | -             | ۱۰۰٬۸۰۰       | -             | ۱۰۰٬۸۰۰     |
| سائوتومه و پرنسیپ            | AMC     | ۹۶٬۰۰۰        | -             | -             | ۹۶٬۰۰۰      |
| مونته‌نگرو                    | SFP     | -             | ۸۴٬۰۰۰        | -             | ۸۴٬۰۰۰      |
| ساموآ                        | AMC     | -             | ۷۹٬۲۰۰        | -             | ۷۹٬۲۰۰      |
| سورینام                      | SFP     | -             | ۷۹٬۲۰۰        | -             | ۷۹٬۲۰۰      |
| سنت لوسیا                    | AMC     | -             | ۷۴٬۴۰۰        | -             | ۷۴٬۴۰۰      |
| کیریباتی                     | AMC     | -             | ۴۸٬۰۰۰        | -             | ۴۸٬۰۰۰      |
| ایالات فدرال میکرونزی        | AMC     | -             | ۴۸٬۰۰۰        | -             | ۴۸٬۰۰۰      |
| گرنادا                       | AMC     | -             | ۴۵٬۶۰۰        | -             | ۴۵٬۶۰۰      |
| سنت وینسنت و گرنادین‌ها       | AMC     | -             | ۴۵٬۶۰۰        | -             | ۴۵٬۶۰۰      |
| تونگا                        | AMC     | -             | ۴۳٬۲۰۰        | -             | ۴۳٬۲۰۰      |
| آنتیگوآ و باربودا            | SFP     | -             | ۴۰٬۸۰۰        | -             | ۴۰٬۸۰۰      |
| دومینیکا                     | AMC     | -             | ۲۸٬۸۰۰        | -             | ۲۸٬۸۰۰      |
| آندورا                       | SFP     | -             | ۲۶٬۴۰۰        | -             | ۲۶٬۴۰۰      |
| جزایر مارشال                 | AMC     | -             | ۲۴٬۰۰۰        | -             | ۲۴٬۰۰۰      |
| سنت کیتس و نویس              | SFP     | -             | ۲۱٬۶۰۰        | -             | ۲۱٬۶۰۰      |
| موناکو                       | SFP     | -             | ۷٬۲۰۰         | -             | ۷٬۲۰۰       |
| نائورو                       | SFP     | -             | ۷٬۲۰۰         | -             | ۷٬۲۰۰       |
| تووالو                       | AMC     | -             | ۴٬۸۰۰         | -             | ۴٬۸۰۰       |
| کل                           | -       | ۲۲۷٬۶۶۴٬۰۰۰   | ۹۱٬۲۰۰٬۰۰۰    | ۱٬۲۰۰٬۴۲۰     | ۳۲۰٬۰۶۴٬۴۲۰ |

## اهداکنندگان
بودجه کوواکس بیشتر توسط کشورهای ثروتمند جهان غرب تأمین می‌شود. در ۱۹ فوریه ۲۰۲۱، ۳۰ کشور و همچنین اتحادیه اروپا توافق‌نامه‌های تعهد به تسهیلات کوواکس را امضا کرده بودند. اگرچه تعهد بیش از ۶ میلیارد دلار داده شده‌است، اما هنوز همه اعتبارات جذب نشده‌است. در آوریل اعلام شد که هنوز جذب ۳/۲ میلیارد دلار تعهد سال ۲۰۲۱ برای برنامه کوواکس به انجام نرسیده‌است.
اگرچه این بودجه عمدتاً توسط دولت‌ها («کمک رسمی توسعه») تأمین می‌شود، اما طرح کوواکس توسط بخش خصوصی و سازمان‌های بشردوستانه نیز تأمین می‌شود و کشورهای دریافت‌کننده ممکن است هزینه‌هایی برای واکسن و زایمان دریافت کنند.
| اهداکننده                                                 | مشارکت |
| --------------------------------------------------------- | ------ |
| ایالات متحده آمریکا                                       | ۳٬۵۰۰  |
| آلمان                                                     | ۱٬۰۷۰  |
| ژاپن                                                      | ۱٬۰۰۰  |
| بریتانیا                                                  | ۷۳۳    |
| کمیسیون اروپا                                             | ۴۸۹    |
| ایتالیا                                                   | ۴۷۰    |
| کانادا                                                    | ۳۸۴    |
| سوئد                                                      | ۲۹۵    |
| فرانسه                                                    | ۲۴۲    |
| کره جنوبی                                                 | ۲۱۰    |
| بنیاد بیل و ملیندا گیتس                                   | ۲۰۶    |
| سوئیس                                                     | ۱۶۲    |
| عربستان سعودی                                             | ۱۵۰    |
| نروژ                                                      | ۱۴۱    |
| اسپانیا                                                   | ۱۲۲    |
| استرالیا                                                  | ۱۰۰    |
| چین                                                       | ۱۰۰    |
| هلند                                                      | ۸۳     |
| کویت                                                      | ۵۰     |
| بنیاد ناشناس سوئیسی                                       | ۴۰     |
| مسترکارت                                                  | ۳۲     |
| رید هستینگز و پتی کوییلین                                 | ۳۰     |
| مرکز امداد و کمک بشردوستانه ملک سلمان / بازیکنان بدون مرز | ۲۶     |
| شرکای نیکوکاری گیتس                                       | ۱۸     |
| دانمارک                                                   | ۱۶     |
| فنلاند                                                    | ۱۲     |
| نیوزیلند                                                  | ۱۲     |
| قطر                                                       | ۱۰     |
| شل                                                        | ۱۰     |
| توئلیو                                                    | ۱۰     |
| ایسلند                                                    | ۶      |
| اتریش                                                     | ۶      |
| بنیاد سازمان جهانی بهداشت-برو یک کمپین بده                | ۶      |
| سنگاپور                                                   | ۵      |
| بلژیک                                                     | ۵      |
| جمهوری ایرلند                                             | ۵      |
| سیسکو سیستمز                                              | ۵      |
| بنیاد گوگل                                                | ۵      |
| پروکتر اند گمبل                                           | ۵      |
| تیک‌تاک                                                    | ۵      |
| وایز                                                      | ۵      |
| بنیاد ویزا                                                | ۵      |
| کمک فوتبال                                                | ۴      |
| بنیاد دیستلدون                                            | ۴      |
| بنیاد آنالوگ دیوایسز                                      | ۳      |
| یونان                                                     | ۲      |
| لوکزامبورگ                                                | ۲      |
| اهداکننده ناشناس                                          | ۲      |
| حلقه نیکوکاری آسیا                                        | ۲      |
| بنیاد یوبی‌اس اپتیموس                                      | ۲      |
| ابتکار واکسن روبه‌جلو                                      | ۲      |
| بخش خصوصی پرتغال                                          | ۱٫۸    |
| فیلیپین                                                   | ۱٫۱    |
| دولت باسک                                                 | ۱      |
| کلمبیا                                                    | ۱      |
| عمان                                                      | ۱      |
| کرواسی                                                    | ۱      |
| لهستان                                                    | ۱      |
| پرتغال                                                    | ۱      |
| ویتنام                                                    | ۱      |
| بنیاد کوکا کولا                                           | ۱      |
| سیلزفورس                                                  | ۱      |
| بنیاد خانواده سیدریم                                      | ۱      |
| استنلی بلک اند دکر                                        | ۱      |
| اسپاتیفای                                                 | ۱      |
| تویوتا سوشو                                               | ۱      |
| کل                                                        | ۹٬۸۲۵  |